# Міттерберг
Альпійський рудник Міттерберг (Західна Австрія), який експлуатувався в добу пізньої бронзи — видатна пам'ятка давнього гірництва. 

## Опис
Давні гірничі виробки постають тут у вигляді похилих стовбурів та штолень, які закладали на поверхневих виходах малахіту та халькопіриту. Довжина виробок сягала 100 м, кут нахилу 200—300, висота (залежно від форми рудних тіл) від 2 до 30 м. Для руйнування порід застосовували вогневий метод. Археологічні дослідження рудника виявили численні кам'яні молоти та кирки, бронзові клини, залишки дерев'яного кріплення й шкіряних мішків для транспортування руди . Поблизу устя виробок виявлені майданчики для випалення руд і відвали шлаків, поруч із водними потоками — місця «сухого» та «мокрого» збагачення руд. Вважають, що за 200—300 років давньої експлуатації рудника Міттерберг було видобуто близько 14 тис. т мідних руд (значною мірою сульфідних) і витоплено близько 3 тис. т міді. Крім традиційного витоплення міді з руд в Міттерберзі здійснювали масштабні відливки бронзових виробів, а також металургійну переробку спрацьованих знарядь, що зберігало дорогий метал для нового використання.